# Constance Teichmann
Constance Teichmann (Amberes, 16 de junio de 1824-Ibidem, 14 de diciembre de 1896) fue una mecenas, filántropa y enfermera flamenca. Apoyó a músicos y escritores en Flandes y dedicó su vida a mejorar la salud de los niños mediante la creación de hospitales, como el Louise-Marie.
Atendió a los enfermos durante las epidemias de cólera y a las víctimas de la Guerra franco-prusiana. Fue nombrada Caballero de la Orden de Leopoldo I, y posteriormente ascendida a grado de oficial. Participó en varias obras de teatro caritativas, como las de Peter Benoit.

## Biografía
Constance nació en Amberes el 16 de junio de 1824. Fue la tercera de cuatro hijas de Jan Teichmann, quien se desempeñaba como gobernador de dicha provincia. Y su madre Marie-Antoinette Cooppal, muy activa en el trabajo social, quien estaba a cargo de la Royal Gunpowder Factory Cooppal, una empresa de la industria armamentística ubicada en Wetteren. Su familia tuvo un gran crecimiento económico con la fabricación de pólvora y armas de fuego.
Recibió principalmente una educación domiciliaria, junto a sus tres hermanas. Aprendió idiomas como el francés, incluidas lecciones de música con el maestro de capilla de la Catedral de Amberes.
Desempeño un papel central en la Sociedad de Damas de la Iglesia de Amberes. En 1846, organizó el coro de damas, cuyos objetivos eran filantrópicos, buscaba principalmente recaudar fondos para los niños, erigido por Constance Teichmann.
Tenía una notable voz de soprano y se convierte en una de las solistas elegidas para interpretar obras clásicas y modernas, como Lucifer de Peter Benoit, compositor al que apoyó. Tuvo un vínculo especial con él, siendo una de las cinco mujeres que contaron su historia en el museo que lleva su nombre, en Harelbeke. Participó en el festival de l'été mosan, cantando en varios conciertos benéficos, que tuvieron un gran éxito.
Divulgó la música religiosa, abogando por el retorno a las tradiciones de la Edad Media y el Renacimiento, siendo cofundadora de la Sociedad de San Gregorio.
Constance también apoyó a artistas, como los escritores Hendrik Conscience, Prudens van Duyse, Eugeen Zetternam y August Snieders.

### Actividad filántropa

#### Hospital
Con el dinero recaudado en los conciertos, en 1846 fundó la clínica infantil Louise-Marie, llamado así en honor a la primera reina belga, en Tabaksvest. 
Constance, trabajó allí como enfermera. Años más tarde, en 1851, el hospital se trasladó a un edificio más grande. Con consultas y campañas de vacunación gratuitas, acogía a más de 500 niños al año. El 25 de julio de 1877, creó una clínica oftalmológica y una clínica para afecciones otorrinolaringológicas.

#### Epidemia de cólera
Durante las epidemias de cólera que azotaron Amberes en varias ocasiones, en 1848, 1853, 1859 y 1866, Constance Teichmann se dedicó activamente a ayudar a los enfermos, sin temor al contagio.
El 13 de mayo de 1866, se desata una epidemia de cólera a bordo del barco alemán “Agnes” en el puerto de Amberes y se extiende por todo el país. En Amberes cobró 4 892 víctimas entre los 123 000 habitantes. Constance Teichmann subió a bordo del barco para cuidar a los enfermos y luego se hizo cargo de trescientos niños que también padecían la enfermedad. Por sus actos heroicos durante este acontecimiento, ganó el apodo de “Ángel de Amberes”, que le fue dado por la población agradecida.

#### Cruz Roja
En 1867, Constance se unió a la Cruz Roja de Bélgica, que acababa de abrir una sección en Amberes. En 1870 viajó a Tréveris, Sarrebruck, Metz y Cambrai; para tratar a los soldados heridos de ambos bandos durante la guerra franco-prusiana. Al final de la guerra, retornó a Bélgica, siendo el 27 de febrero de 1871.

### Fallecimiento
Constance sufría de una enfermedad cardiovascular. Después de las celebraciones del Jubileo, su estado de salud empeoró. A causa de ello, falleció el 14 de diciembre de 1896, a la edad de 72 años. La noticia de su muerte fue divulgada rápidamente por la ciudad.
El 17 de diciembre, se llevó a cabo su funeral. Asistieron una multitud de ciudadanos de todos los ámbitos, quienes le expresaron su agradecimiento por sus actos en vida. Fue sepultada en el cementerio de Saint Frédégand en Deurne, Amberes. Allí, se edificó un monumento, que lleva la inscripción “Door de volksmond genoemd de Antwerpse goede engel ” (“Llamado el ángel bueno de Amberes por el pueblo”).

## Legado
Su sobrina, Maria Elisa Belpaire, quien se inspiró en ella, le dedicó una biografía y fundó la Constance Teichmannbond, una asociación neerlandesa dedicada a las mujeres trabajadoras. El propósito de esta asociación es elevar a las mujeres desde el punto de vista material, intelectual y moral.

## Distinciones
El 22 de julio de 1886, Constance Teichmann es nombrada Caballero de la Orden de Leopoldo I, con motivo del cuadragésimo aniversario del Hospital Louise-Marie. 10 años después, con motivo del cincuentenario del hospital, una procesión recorrió el pueblo rindiéndole homenaje, y fue ascendida al grado de oficial, según el programa: 

Por su abnegación, su mansedumbre, su talento, su devoción, su tenacidad, su heroísmo, su simpatía, su perseverancia, su valentía, su modestia.

En 1908, en la iglesia de Saint-Éligius, se erigió en su homenaje un mausoleo de mármol blanco. Sus relieves, basados en un diseño de Aloïs De Beule, muestran los puntos culminantes de su vida: ayudar a los necesitados que sufrían de cólera en El Escalda y su misión en la Cruz Roja durante la guerra franco-prusiana, entre 1870 y 1871. El mausoleo fue terminado en 1915.
En Amberes, existe una calle Teichmanns y una plaza Constantia Teichmann en su memoria.

## En la literatura
- Hilda RAM, Antwerpens Goede Engel Mejuffrouw Constance Teichmann. [El Buen Ángel de Amberes, Srta. Constance Teichman] Directora del Hospital de Niños LOUISE-MARIE desde 1846: Conmemoración de su Cincuentenario Jubileo celebrado el 16 de mayo de 1896. Editorial Liv. Van den Brock, Lijnwaadmarkt n.º 7, Amberes, 1896.
- ROSEL, párroco de Sint-Augustinus, Lijkrede van mejufvrouw Constance Teichmann [Oración fúnebre de la Srta. Constance Teichman], pronunciada el 17 de enero de 1897, Amberes.
- Marie-Elisabeth BELPAIRE, Constance Teichmann, en Dietsche Warande en Belfort, 1904.
- Comité para la Creación de un Monumento a Constance Teichmann (el Ángel Bueno de Amberes), Aan de liefdadige en kunstlievende bevolking van Antwerpen [A la población caritativa y amante del arte de Amberes], Amberes, 1905.
- Marie-Elisabeth BELPAIRE, Constance Teichmann, Amberes, 1908.
- Cyriel VERSCHAEVE, Constance Teichmann, en Dietsche Warande en Belfort, 1914.
- Paul BERGMANS, Constance Teichmann, en la Biografía Nacional de Bélgica n.º 24, Bruselas, 1929.
- P.J.A. NUYENS, Constance Teichmann, en el Diccionario Biográfico Nacional n.º 5, Bruselas, 1972.
- Carl VANDEKERCKHOVE, Leven en werken van Constance Teichmann [Vida y obra de Constance Teichmann], Sint-Kwintens Lennik, 1973.
- Carl VANDEKERCKHOVE, Une noble figure de la Croix Rouge, Constance Teichmann [Una noble figura de la Cruz Roja, Constance Teichman], en la Revista Internacional de la Cruz Roja, 1975.
- Carl VANDEKERCKHOVE, Constance Teichmann, A Great Lady of the Red Cross [Constance Teichmann, una gran dama de la Cruz Roja] en la Revista Internacional de la Cruz Roja, 1975.
- Ludo HELSEN & Nele BRACKE, Constance Teichmann, en la Nueva enciclopedia del Movimiento Flamenco, Tielt, 1998.
- Paul Albert NAUDTS, Drie ontmoetingen. [Tres encuentros]. Con la enfermera y artista de Amberes Constance Teichmann, con las beatas doctoras suizas Adrienne von Speyr y con la misionera albanesa y trabajadora de barrios marginales Madre Teresa, Brasschaat, 1998.
- LvM, Constance Teichmann, en el Diccionario de mujeres belgas del siglo XIX y XX, Bruselas, 2006.
- Hedwige BAECK-SCHILDERS, Constance Teichmann (1824-1896) en het muziekleven in Antwerpen [Constance Teichmann (1824-1896) y la vida musical en Amberes], en el Calendario XVIII (2006-2007) de la Comisión Provincial de Historia y Folclore, Provincia de Amberes, 2008.